# Sagarchin
 (février 2024).
Si vous disposez d'ouvrages ou d'articles de référence ou si vous connaissez des sites web de qualité traitant du thème abordé ici, merci de compléter l'article en donnant les références utiles à sa vérifiabilité et en les liant à la section « Notes et références ».
Sagarchin est un village situé dans le district d'Akbulaksky dans l'oblast d'Orenbourg, dans le sud de la Russie d'Europe. C'est le centre administratif de la municipalité de Sagarchinskiy. La population en 2010 était 1081 habitants.
Sagarchin est un poste frontalier entre la Russie et le Kazakhstan.
Distances de Sagarchin
- Orenbourg : 154 km
- Aktioubé : 131 km